# Theloderma licin
Espèce
Statut de conservation UICN

 LC  : Préoccupation mineure
Theloderma licin est une espèce d'amphibiens de la famille des Rhacophoridae.

## Répartition
Cette espèce se rencontre en Malaisie péninsulaire et dans le sud de la Thaïlande,.

## Publication originale
- McLeod & Norhayati, 2007 : A new species of Theloderma (Anura: Rhacophoridae) from southern Thailand and Peninsular Malaysia. Russian Journal of Herpetology, vol. 14, no 1, p. 65-72.